# Herman Wildenvey
Herman Wildenvey, właśc. Herman Portaas (ur. 20 lipca 1885 w Mjøndalen, Buskerud, zm. 27 września 1959 w Stavern, Vestfold) – norweski poeta i tłumacz.

## Życiorys
Wychowywał się w dworku Portåsen należącym do jego ojca, Lauritza Portaasa.
Do 1912 roku młody Herman używał rodowego nazwiska. Zmienił je na Wildenvey po ślubie z Jonette Kramer Andreassen „Gisken” (1892–1985). Po kilkunastu latach, spędzonych głównie w Oslo i Kopenhadze, para zamieszkała w Stavern.

## Twórczość
W latach 1902–1957 opublikował 43 zbiory poezji oraz tłumaczenia dzieł m.in. Ezopa, Szekspira, Ernesta Hemingwaya i Heinricha Heinego. Ostatni tom wierszy pt. Efterklang ukazał się już po śmierci autora w opracowaniu jego żony.

## Nagroda im. H. Wildenveya
Imię Hermana Wildenveya nosi nagroda (15 tysięcy koron norweskich i medal z brązu z wizerunkiem patrona) przyznawana dorocznie za wybitne osiągnięcia poetyckie i za upowszechnianie wiedzy o poezji.